# Compuesto de cuatro octaedros
| Compuesto de cuatro octaedros      | Compuesto de cuatro octaedros     |
| ---------------------------------- | --------------------------------- |
|                                    |                                   |
| Tipo                               | Compuesto uniforme                |
| Índice                             | UC12                              |
| Envolvente convexa                 | Cubo truncado no uniforme         |
| Poliedros                          | 4 octaedros                       |
| Caras                              | 8+24 triángulos                   |
| Aristas                            | 48                                |
| Vértices                           | 24                                |
| Grupo de simetría                  | Octaédrico (Oh)                   |
| Subgrupo restringido a un elemento | Antiprismático de 3 lóbulos (D3d) |

El compuesto de cuatro octaedros es un compuesto poliédrico uniforme. Está formado por una disposición simétrica de 4 octaedros, considerados como antiprismas triangulares. Se puede construir superponiendo cuatro octaedros idénticos y luego rotando cada uno 60 grados alrededor de ejes separados (que pasan por los centros de dos caras octaédricas opuestas).
Su dual es el compuesto de cuatro cubos.

## Coordenadas cartesianas
Las coordenadas cartesianas de los vértices de este compuesto se obtienen como todas las permutaciones de:
(±2, ±1, ±2)